# オーウィングス・ミルズ
オーウィングス・ミルズ（Owings Mills）は、アメリカ合衆国メリーランド州のボルチモア郡にある国勢調査指定地域（CDP）。人口は3万5674人（2020年）。ボルチモア郊外に位置している。2008年、CNNMoney.comによって「住みやすく仕事をしやすい場所ベスト100」の49位に選出された。

## 交通
ボルチモア地下鉄のターミナル駅があり通勤通学に利用されている。

## 近隣地区
- ギャリソン (Garrison)
- オーウィングス・ミルズ・ニュータウン (Owings Mills New Town)
- トールゲート (Tollgate)
- グウィンブルック (Gwynnbrook)
- ヴェルヴェット・ヴァレー (Velvet Valley)

## 人口統計
2000年国勢調査では、人口が20,193人、8,853世帯でありそのうち5,046世帯が家族である。
8,853世帯のうち、27.7%が18歳未満の子供と暮らしており、41.6%は同棲している夫婦、世帯主が女性である家庭が11.6%あり、43.0%が非家族であった。また全世帯の31.9%は独り暮らしであり、そのうち3.8%は65歳以上の独り暮らしであった。
世帯の平均人数は2.24人で、家族の平均人数は2.87人であった。
- 18歳以下 - 21.3%
- 18歳-24歳 - 9.8%
- 25歳-44歳 - 43.2%
- 45歳-64歳 - 18.8%
- 65歳以上 - 6.9%

年齢の中央値は32歳であった。
- 白人 - 55.8%
- アフリカ系アメリカ人 - 36.4%
- アメリカインディアン - 0.24%
- アジア系アメリカ人 - 3.92%
- 太平洋系 - 0.04%
- その他 - 1.20%
- 混血 - 2.36%

## 教育
- ボルチモア・カウンティ・パブリック・スクールズ・システム
  - ニュータウン・エレメンタリー
  - オーウィングス・ミルズ・エレメンタリー
  - ディア・パーク・ミドル・マグネット
  - オーウィングス・ミルズ・ハイスクール
  - ニュータウン・ハイスクール
- マクドノー・スクール （男女共学）
- ギャリソン・フォレスト・スクール （女子校）

## スポーツ
- ボルチモア・レイブンズ - NFLチーム。本部施設がある。

## 著名人
- ダジュアン・サマーズ - NBAプレーヤー